# Wijnjeterper Schar
Wijnjeterper Schar este o arie protejată (arie specială de conservare — SAC, sit de importanță comunitară — SCI) din Țările de Jos întinsă pe o suprafață de 170 ha, integral pe uscat.

## Localizare
Centrul sitului Wijnjeterper Schar este situat la coordonatele 53°03′32″N 6°09′41″E / 53.0588°N 6.1613°E.

## Înființare
Situl Wijnjeterper Schar a fost declarat sit de importanță comunitară în august 2002 pentru a proteja . Situl a fost protejat și ca arie specială de conservare în februarie 2010.

## Biodiversitate
Situată în ecoregiunea atlantică, aria protejată conține 8 habitate naturale: Vegetație psamofilă uscată cu Calluna și Empetrum nigrum, Ape stătătoare oligotrofe până la mezotrofe, cu vegetație de Littorelletea uniflorae și/sau de Isoëto-Nanojuncetea, Lacuri și iazuri distrofice naturale, Pajiști umede nord-atlantice cu Erica tetralix, Pajiști uscate europene, Formațiuni ierboase bogate în specii de Nardus, dezvoltate pe substraturi silicioase în zone montane (și în zone submontane, în Europa continentală), Pajiști cu Molinia pe soluri calcaroase, turboase sau argilos-nămoloase (Molinion caeruleae), Depresiuni pe substraturi de turbă de Rhynchosporion.
La baza desemnării sitului se află un număr nedeclarat de specii protejate: